# 車邦秀
車 邦秀（くるま くにひで、1951年12月26日 - ）は、日本の殺陣師・俳優。

## 来歴・人物
長崎県出身。幼少の頃、チャンバラ作品が好きで棒きれでチャンバラごっこをしていた。中高でアクション作品に触れ、独学でバク転等をしていた。長崎県立猶興館高等学校卒業後上京し、昭和46年9月、若駒冒険グループ（以下、若駒）の入社試験を受験して合格したため入社する。
若駒入社後、『天下堂々』に「斬られ役」として出演し、数十回斬られる。それが『天下堂々』で擬闘指導を務めていた林邦史朗の目に留まり、『おこれ!男だ』の殺陣師に抜擢される。時代劇、現代劇で殺陣師を務める。
1991年より全日本刀道連盟の副主席師範をつとめ、2016年からは主席師範となる。

### 免許・資格
- 殺陣道場総本部主席師範
- 全日本刀道連盟副主席師範
- 国際護身術振興会師範長
- 総合武術道主席師範
- 日本空手道連盟参段

### 特技
器械体操、刀道、スタントマン、殺陣指導、乗馬、古武術（トンファー、ヌンチャク、釵（サイ）、棒　等）、忍者体術、護身術、合気道

## 出演
- 浮世絵 女ねずみ小僧第2シリーズ8話「続 霧の夜の襲撃」（1972年）
- 太陽にほえろ!第52話「13日金曜日マカロニ死す」（1973年） - 通り魔役[2]
- 天下堂々（1973年-1974年） - 斬られ役[1]
- 大江戸捜査網125話「雪に舞う女必殺剣!」（1975年）
- 少年探偵団3話・4話「影に笑う怪人」（1975年） - 木下
- 風と雲と虹と（1976年） - 小一条院家人
- 徳川家康 (NHK大河ドラマ)（1983年） - 松平家忠
- 戦場のメリークリスマス（1983年） - 日本兵[3]
- 腕におぼえあり（1992年） - 刺客
- 功名が辻 (NHK大河ドラマ)（2006年） - 大森常則
- 吉原裏同心第一回（2014年） - 佐々木友之進
- まんまこと〜麻之助裁定帳〜（2015年）第4話[4]
- 志村けんとドリフの大爆笑物語（2021年）

スーツアクター
- アイアンキング（1972年-1973年） - ロボット・怪獣
- スーパーロボット レッドバロン（1973年-1974年） - 鉄面党ロボット
- スーパーロボット マッハバロン（1974年-1975年）
- 小さなスーパーマン ガンバロン（1977年） - ガンバロン
- トリプルファイター（1972年） - オレンジファイター、デビラ

## 殺陣・武術指導
作品によって、擬斗・アクション指導などの表記もある。
TV
- 8時だョ!全員集合
- ドリフ大爆笑
- おこれ!男だ（1973年）
- 若い!先生（1974年）
- 忍者キャプター（1976年-1977年）アクション企画
- ウルトラマン80（1980年-1981年）
- 刑事ヨロシク（1982年）
- 噂のポテトボーイ（1983年-1984年）
- 山河燃ゆ（1984年）
- 婦警候補生物語（1985年）
- こんな学園みたことない!（1987年-1988年）
- プロゴルファー祈子（1987年-1988年）
- 痛快!婦警候補生やるっきゃないモン!（1987年）
- ザ・スクールコップ（1988年）
- ハロー!グッバイ（1989年）
- ザ・刑事（第15、18〜19、22〜23話）（1990年）
- ララバイ刑事（1991年、1992年、1993年）
- 真夏の刑事（1992年）
- コラ!なんばしよっと（1992年、1993年、1997年）
- 腕におぼえあり3（1993年） 第9話「浮草の女」
- 私が愛したウルトラセブン（1993年）
- 女請負人（2000年）
- ウルトラマンコスモス（2001年）
- 所轄刑事（2004年〜）
- つぐない（2004年）
- 神楽坂署生活安全課（2005年、2006年、2007年、2008年）
- 夏雲あがれ（2007年）
- 連続テレビ小説 つばさ（2009年）
- 薄桜記（2012年）
- 酔いどれ小籐次（2013年）
- 吉原裏同心（2014年）
- 最後のレストラン（2016年）
- 連続テレビ小説 半分、青い。（2018年）
- 大河ドラマ 西郷どん（2018年）

映画
- ウルトラマンゼアス（1996年、1997年）
- ウルトラマンティガ&ウルトラマンダイナ 光の星の戦士たち（1998年）
- ウルトラマンティガ・ウルトラマンダイナ&ウルトラマンガイア 超時空の大決戦（1999年）
- ウルトラマンティガ THE FINAL ODYSSEY（2000年）
- ウルトラマンコスモス THE FIRST CONTACT（2001年）
- ウルトラマンコスモス2 THE BLUE PLANET（2002年）
- 新世紀ウルトラマン伝説（2002年）
- ウルトラマンコスモスVSウルトラマンジャスティス THE FINAL BATTLE（2003年）
- ULTRAMAN（2004年）
- ウルトラマンメビウス&ウルトラ兄弟（2006年）
- ぬけまいる〜女三人伊勢参り（2018）

オリジナルビデオ
- 白百合女学園洋弓部 白銀の標的（1991年）

## その他
馬術指導
- 天地人（2009年）